# 番社 (雲林縣)
23°47′25″N 120°22′18″E / 23.79019°N 120.371725°E
番社，原寫為蕃社，是台灣雲林縣二崙鄉的一個傳統地域名稱，位於該鄉西部。相較於今日行政區，其範圍大致包括大同村不含北部凸出部分的東北端及東部凸出部分的大半部、油車村西部凸出部分的中段及南部凸出部分的西南端、庄西村東南端。

## 歷史
台灣清治末期至日治初期，番社地區為一街庄，稱為「蕃社庄」，隸屬於布嶼堡。該庄西北與大庄為鄰，東北與油車庄為鄰，東南邊為大義崙庄，南邊為八角亭庄，西南邊為崩溝藔庄。。
1901年（日治明治三十四年）11月，全台廢縣廳改設二十廳，該庄隸屬於斗六廳。1903年（明治三十六年）6月，該庄編入「油車區」，隸屬於斗六廳。1909年（明治四十二年）10月，合併二十廳為十二廳，油車區改隸屬於嘉義廳。1920年（大正九年），全台地方制度大改正，廢十二廳改設五州二廳，該庄改制並雅化為「番社」大字，隸屬於臺南州虎尾郡二崙庄。
戰後二崙庄改制為二崙鄉，隸屬於臺南縣，大字亦改制為村。1950年10月，雲、嘉、南分治，二崙鄉改隸屬雲林縣。

## 聚落
本地區發展較早的聚落有頂蕃社、下蕃社、新后壁藔、舊后壁藔、下后壁藔等，在日治期初期的官方地圖上已有記載。

## 交通
省道台19線（大同路）又稱「中央公路」，是彰化至台南永康的幹道，大致以東北—西南走向經過番社地區中部。由該道路向東北轉北微東過濁水溪自強大橋後可前往竹塘、埤頭、溪湖、埔鹽等地，向西南可前往崙背、土庫西北端、褒忠、元長等地。
縣道154號（無名道路、大同路、文化路）是麥寮六輕廠至林內的道路，也是雲林縣最北側的橫貫縣道，大致以西向東到達本地區西部邊界，轉東北微東入境，至省道台19線路口轉東北與其共線約1.1公里，至大同國小旁路口轉東微北獨行後於本地區東北部邊界出境。由該道路向西可前往崙背中北部、麥寮的六輕廠等地；向東微北轉東可前往西螺、莿桐中北部、林內等地。
鄉道雲10線是豐榮（貓兒干）至山仔門的道路，其東側端點（終點）位於本地區東北部近邊界地帶的省道台19線路口暨縣道154號轉角路口（共線北側端點，油車地區山仔門聚落西南郊）。由此向西北西直行，出境後可前往大庄南部、舊庄中部、草湖、貓兒干並止於縣道154號另一路口。
鄉道雲21線是番社至八角亭的道路，其北側端點（起點）位於本地區中部頂番社聚落的省道台19線、縣道154號共線路口。由此向東南東轉南，至新後壁寮聚落北郊轉東南微東，至路底轉南南西於本地區南部邊界偏東處出境，可前往大義崙西端、八角亭並止於鄉道雲18線路口。

## 學校
- 大同國小